# Institut de Drets Humans de Catalunya
El Institut de Drets Humans de Catalunya (IDHC) (en español: Instituto de Derechos Humanos de Cataluña) es una entidad no gubernamental y sin ánimo de lucro que tiene como principales ejes de actuación la formación, la investigación y la incidencia en derechos humanos. El IDHC nació en 1983 en Barcelona con el objetivo de estudiar, investigar, divulgar, enseñar y promover los derechos humanos desde una perspectiva interdisciplinaria.

## Objetivos
Entre los objetivos del IDHC se encuentran el de mejorar la cooperación con las personas, los pueblos y los países en vías de desarrollo. Desde la entidad se desarrollan tres líneas de trabajo paralelas e interdependientes: la sensibilización y la promoción de los derechos humanos, el asesoramiento y la formación en materia de derechos humanos. Entre los proyectos que lleva a cabo cabe destacar la realización de cursos de formación en derechos humanos, la organización de programas de promoción como "Conflictos Olvidados" y "Derechos Humanos Emergentes", y también, el asesoramiento a administraciones públicas y otras entidades sobre políticas públicas de derechos humanos.

## Dirección
Eugeni Gay Montalvo fue el fundador del IDHC el 1983 y su primer director hasta el 2001. Victoria Abellán fue la presidenta desde 1987 a 1995. José Manuel Bandrés fue el presidente desde el año 1995 hasta el 2004. Jaume Saura, desde el año 2004 y hasta el 2015. Entre el 2015 y el 2021, fue David Bondia. Desde el 2021, la presidenta es Montserrat Tafalla. Desde 2016, la directora es Anna Palacios.

## Estructura de Derechos Humanos de Cataluña
Desde su puesta en funcionamiento en 2017, el IDHC forma parte de la Estructura de Derechos Humanos de Cataluña, conjuntamente con el Síndic de Greuges. La estructura se creó siguiendo recomendaciones internacionales, como los Principios de París. Entre sus funciones destacan elaborar, por encargo del Gobierno de Cataluña, un plan de derechos humanos que cuente con la participación de la ciudadanía, coordinar una red de derechos con entidades sociales y emitir opiniones sobre proyectos y proposiciones de ley del Parlamento de Cataluña que tengan incidencia en el ámbito de los derechos humanos.

## Premio Solidaritat
Desde el 1987 el IDHC otorga el "Premio Solidaritat", el cual está destinado a reconocer a personas, colectivos y entidades que hayan destacado por su lucha por los derechos humanos. Desde 1998, el IDHC reconoce también con la "Mención especial Medios de comunicación" a los medios y profesionales que, en el ejercicio de su tarea divulgativa e informadora, abordan de una manera clara y decidida la defensa, protección y promoción de los derechos humanos.

## Actividades
A lo largo de su historia, el IDHC ha denunciado vulneraciones en materia de derechos humanos en España, en aspectos como los recortes de derechos sociales, las vulneraciones de la libertad de expresión, la libertad de reunión y el derecho a la participación política y violaciones de derechos de personas inmigrantes. La entidad se ha mostrado crítica ante las actuaciones policiales del referéndum del 1 de octubre y los procesos judiciales posteriores, así como ante el encarcelamiento de políticos y miembros de la sociedad civil catalana.
En abril de 2018 el IDHC lanzó la campaña «Mañana puedes ser tú» de denuncia de lo que las entidades miembros calificaron como "persecución de la disidencia" en España, en colaboración con las organizaciones Òmnium Cultural, Irídia, FundiPau y NOVACT.
A principios de 2019 el IDHC fue una de las entidades que impulsaron la plataforma International Trial Watch para gestionar y facilitar la presencia de observadores nacionales e internacionales en el juicio a los líderes del proceso independentista catalán, con el fin de redactar informes sobre si se habían respetado la imparcialidad y la independencia de tribunal y los derechos humanos de los acusados.

## Reconocimientos
En 2011 recibió la Medalla de Honor de Barcelona por sus contribuciones al desarrollo de una cultura de los derechos humanos, tanto en Barcelona como en el ámbito internacional.